# Isola Carpa
L'isola Carpa è un isolotto del mar Tirreno situato nell'Arcipelago di La Maddalena, nella Sardegna nord-orientale.
Appartiene amministrativamente al comune di La Maddalena e si trova all'interno del parco nazionale dell'Arcipelago di La Maddalena.